# Christoph Friedrich von Ammon
Christoph Friedrich von Ammon (Bayreuth, 1766 – Dresda, 1850) è stato un teologo tedesco.
Insegnò dapprima ad Erlangen dal 1790 al 1793, poi a Gottinga dal 1794 al 1804 e nuovamente ad Erlangen dal 1804 al 1813.
Sentì il grande influsso dell'Illuminismo di Immanuel Kant e cercò nel Cristo il messia morale, ma abbandonò tali idee quando divenne predicatore di corte a Dresda (1814).